# Costigliole d'Asti
Costigliole d'Asti, (Costiòle d'Ast en piemontès) és un municipi situat al territori de la província d'Asti, a la regió del Piemont (Itàlia).
Limita amb els municipis d'Agliano Terme, Antignano, Calosso, Castagnole delle Lanze, Castiglione Tinella, Govone, Isola d'Asti, Montegrosso d'Asti i San Martino Alfieri.
Les frazione d'Annunziata, Bionzo, Boglietto, Burio, Loreto, Madonnina, Motta di Costigliole, Sabbionassi, San Michele, Santa Margherita, Sant'Anna, San Carlo i Valcioccaro pertanyen al municipi.

## Galeria fotogràfica

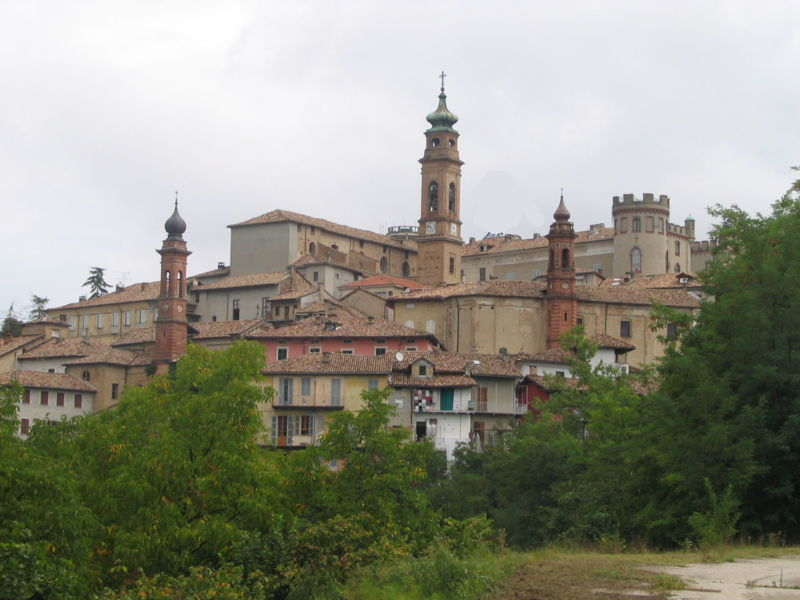
Vista del poble
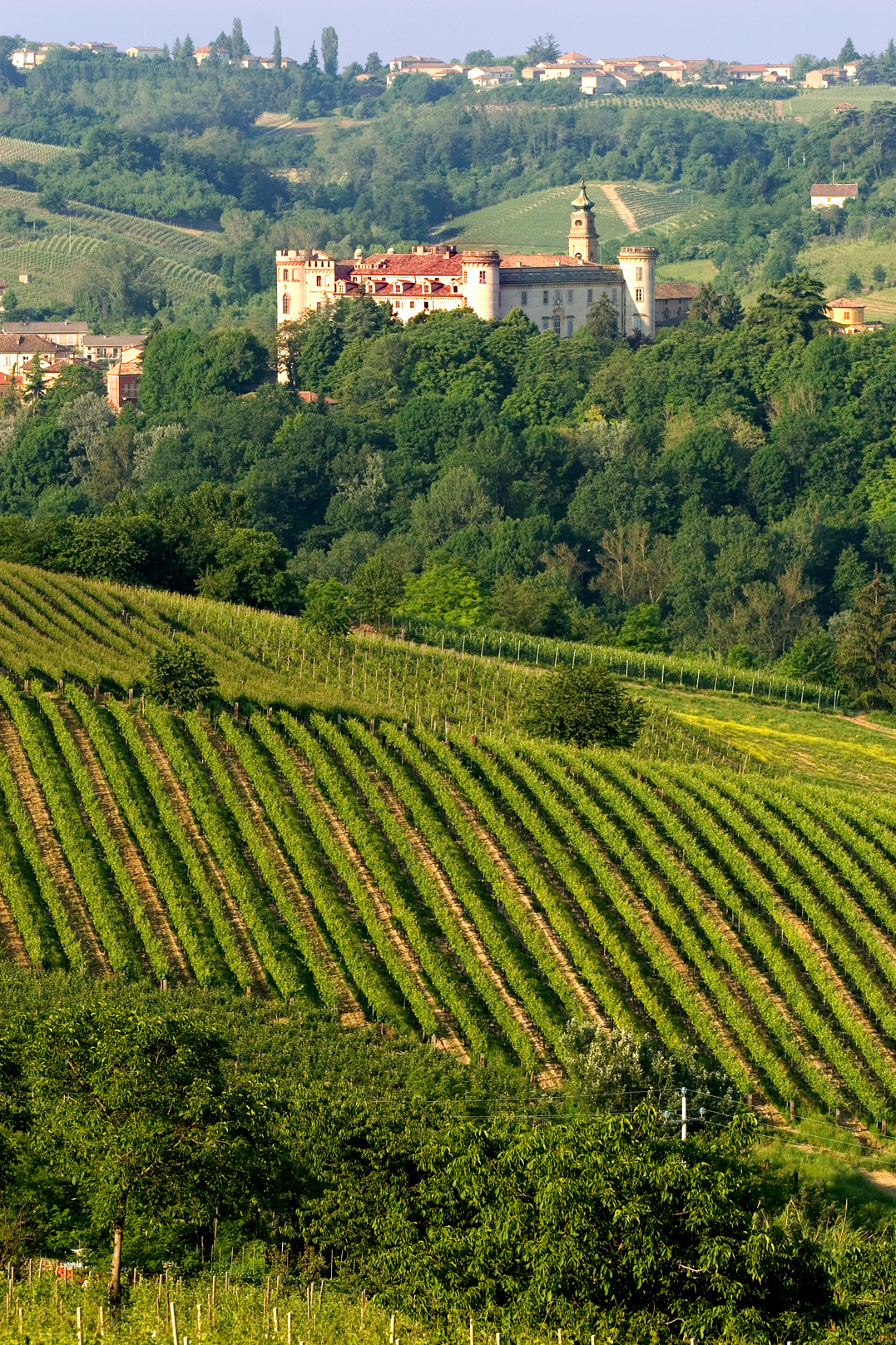
Vista del castell